# Nuoto in acque libere ai campionati mondiali di nuoto 2023 - 10 km maschili
La gara dei 10 km in acque libere maschile dei campionati mondiali di nuoto 2023 è stata disputata il 16 luglio 2023 nelle acque del Seaside Momochi Beach Park di Fukuoka, in Giappone, a partire dalle ore 08:00. Vi hanno preso parte 69 atlete provenienti da 43 nazioni.
La competizione è stata vinta dal nuotatore tedesco Florian Wellbrock, mentre l'argento e il bronzo sono andati rispettivamente all'ungherese Kristóf Rasovszky e al tedesco Oliver Klemet.

## Risultati
| Pos.    | Atleta                      | Nazionalità   | Tempo     |
| ------- | --------------------------- | ------------- | --------- |
| Oro     | Florian Wellbrock           | Germania      | 1h50'40"3 |
| Argento | Kristof Rasovszky           | Ungheria      | 1h50'59"0 |
| Bronzo  | Oliver Klemet               | Germania      | 1h51'00"8 |
| 4       | Domenico Acerenza           | Italia        | 1h51'16"7 |
| 5       | Gregorio Paltrinieri        | Italia        | 1h51'40"7 |
| 6       | Athanasios Kynigakis        | Grecia        | 1h51'42"1 |
| 7       | Nicholas Sloman             | Australia     | 1h51'42"2 |
| 8       | Matan Roditi                | Israele       | 1h51'43"8 |
| 9       | Logan Fontaine              | Francia       | 1h52'41"7 |
| 10      | Hector Pardoe               | Regno Unito   | 1h53'04"2 |
| 11      | Paulo Strehlke Delgado      | Messico       | 1h53'04"4 |
| 12      | Sacha Velly                 | Francia       | 1h53'14"7 |
| 13      | Martin Straka               | Rep. Ceca     | 1h53'16"2 |
| 14      | David Farinango             | Ecuador       | 1h53'17"1 |
| 15      | Esteban Enderica Salgado    | Ecuador       | 1h53'18"7 |
| 16      | Dávid Betlehem              | Ungheria      | 1h53'30"9 |
| 17      | Jan Hercog                  | Austria       | 1h54'02"2 |
| 18      | Logan Vanhuys               | Belgio        | 1h54'03"1 |
| =18     | Guillem Pujol               | Spagna        | 1h54'03"1 |
| 20      | Tiago Campos                | Portogallo    | 1h54'05"5 |
| 21      | Franco Ivo Cassini          | Argentina     | 1h54'07"4 |
| 22      | Kaiki Furuhata              | Giappone      | 1h54'07"7 |
| 23      | Diogo Cardoso               | Portogallo    | 1h54'08"7 |
| 24      | Joaquin Moreno              | Argentina     | 1h54'09"7 |
| 25      | Asterios Daldogiannis       | Grecia        | 1h54'10"3 |
| 26      | Christian Schreiber         | Svizzera      | 1h54'11"5 |
| 27      | Diogo Villarinho            | Brasile       | 1h54'12"2 |
| 28      | Taishin Minamide            | Giappone      | 1h54'12"6 |
| 29      | Daniel Delgadillo           | Messico       | 1h54'12"7 |
| 30      | Brennan Gravley             | Stati Uniti   | 1h54'13"0 |
| 31      | Eric Hedlin                 | Canada        | 1h54'25"4 |
| 32      | Eric Georges Brown          | Canada        | 1h55'31"2 |
| 33      | Alexandre Finco             | Brasile       | 1h55'32"5 |
| 34      | Bailey Armstrong            | Australia     | 1h55'32"8 |
| 35      | Yonatan Ahdut               | Israele       | 1h57'05"2 |
| 36      | Joey Tepper                 | Stati Uniti   | 1h57'23"9 |
| 37      | Ondrej Zach                 | Rep. Ceca     | 1h57'36"7 |
| 38      | Cheng-Chi Cho               | Taipei cinese | 1h59'19"7 |
| 39      | Jaehun Park                 | Corea del Sud | 2h00'09"5 |
| 40      | Johndry Segovia             | Venezuela     | 2h00'20"5 |
| 41      | Tianchen Lan                | Cina          | 2h00'37"5 |
| 42      | Theo Druenne                | Monaco        | 2h00'46"8 |
| 43      | Connor Buck                 | Sudafrica     | 2h01'34"7 |
| 44      | Adrian Gustavo Ywanaga Papi | Perù          | 2h02'36"0 |
| 45      | Lev Cherepanov              | Kazakistan    | 2h03'08"4 |
| 46      | Ziyang Zhang                | Cina          | 2h03'46"2 |
| 47      | Anurag Singh                | India         | 2h03'52"5 |
| 48      | Yan William Thorley         | Hong Kong     | 2h04'20"4 |
| 49      | Tomas Peciar                | Slovacchia    | 2h04'22"2 |
| 50      | Jeison Rojas                | Costa Rica    | 2h04'33"1 |
| 51      | Aflah Fadian Prawira        | Indonesia     | 2h04'41"7 |
| 52      | Joshua Ashley               | Sudafrica     | 2h04'53"6 |
| 53      | Tanakrit Kittiya            | Thailandia    | 2h05'07"4 |
| 54      | Chin Ting Keith Sin         | Hong Kong     | 2h05'36"1 |
| 55      | Ritchie Oh                  | Singapore     | 2h05'36"3 |
| 56      | Daniil Androssov            | Kazakistan    | 2h05'36"4 |
| 57      | Diego Vera                  | Venezuela     | 2h05'47"8 |
| 58      | Christian B Bayo            | Porto Rico    | 2h06'01"9 |
| 59      | Junho Sung                  | Corea del Sud | 2h06'23"8 |
| 60      | Jamarr Andre Bruno          | Porto Rico    | 2h10'19"8 |
| 61      | Damien Payet                | Seychelles    | 2h11'03"3 |
| 62      | Maximilano Paccot           | Uruguay       | 2h11'12"6 |
| 63      | Santiago Reyes              | Guatemala     | 2h12'45"3 |
| 64      | Nikita Kornilov             | Uzbekistan    | 2h16'01"9 |
| 65      | Fernando Ponce              | Guatemala     | 2h18'54"5 |
| -       | David Calderon              | Bolivia       | DNF       |
| -       | Khomchan Wichachai          | Thailandia    | DNF       |
| -       | Artyom Lukasevits           | Singapore     | DNS       |
| -       | Juan Manuel Morales         | Colombia      | DNS       |